# Мсіла
Мсіла (араб. المسيلة, фр. M'Sila) — місто у північній частині Алжиру. Адміністративний центр однойменного вілаєту.

## Географія
Місто знаходиться в північній частині вілайяту, у передгір'ях Атласу, на висоті 467 метрів над рівнем моря. Мсіла розташована на відстані приблизно 175 кілометрів на південний схід від столиці країни Алжиру.

## Економіка
Мсіла є значущим регіональним сільськогосподарським центром, а також центром торгівлі.